# نوام دار
نوام دار (انگلیسی: Noam Dar؛ زادهٔ ۲۸ ژوئیهٔ ۱۹۹۳) کشتی‌گیر کشتی حرفه‌ای، و کشتی‌گیر اهل اسرائیل است.